# Reinhold Wetjen

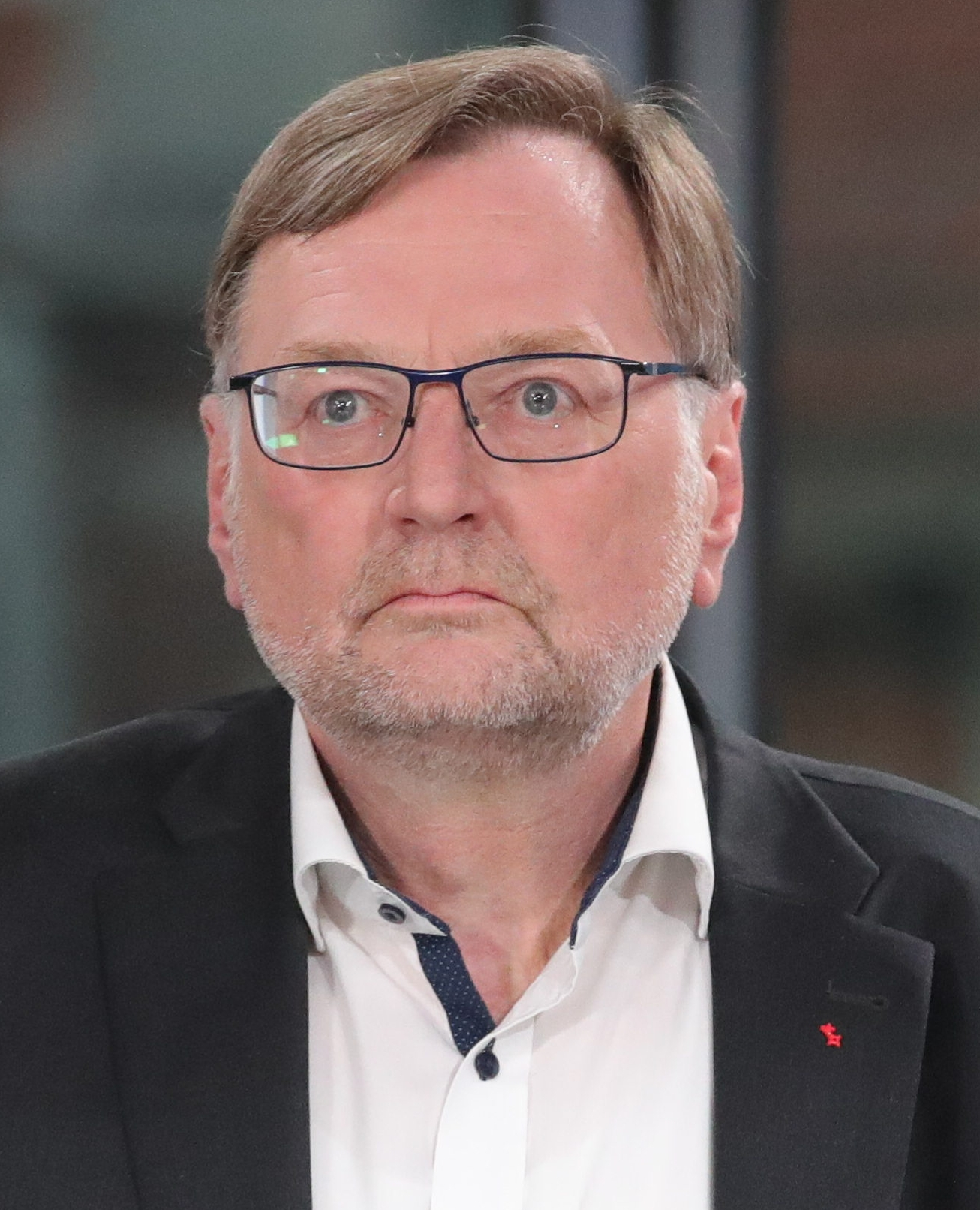
Reinhold Wetjen, 2023

Reinhold Wetjen (* 1953) ist ein deutscher Politiker (SPD). Von 2021 bis 2024 war er Landesvorsitzender der SPD Bremen.

## Leben
Wetjen absolvierte eine Ausbildung zum Betriebswirt bei der Nordsee GmbH und anschließend ein Studium zum Industriekaufmann. Er war zunächst bei den Stadtwerken Bremen tätig. Nach der Privatisierung der Bremer Stadtwerke wechselte er 2000 zu den Stadtwerken Düsseldorf. Von 2007 bis zur Liquidation des Unternehmens 2016 war er gemeinsam mit Karin Röpke Geschäftsführer der RW Energie Management GmbH.
Wetjen ist verheiratet und hat zwei Töchter.

## Politik
Bis zu seiner Wahl zum Landesvorsitzenden war Wetjen Beisitzer im Vorstand des SPD-Unterbezirks Bremen Stadt. Am 12. Juni 2021 wurde er mit 81,4 Prozent der Delegiertenstimmen auf dem Landesparteitag der SPD Bremen zum Landesvorsitzenden gewählt. Am 14. Mai 2022 wurde er mit 91,8 Prozent der Delegiertenstimmen wiedergewählt. Am 9. November 2024 wurde Falk-Constantin Wagner zu seinem Nachfolger gewählt; Wetjen hatte nicht erneut für den Landesvorsitz kandidiert.